# Acronimo inverso
L'acronimo inverso è un acronimo costruito in maniera tale che le lettere o sillabe iniziali di cui è composto coincidano con quelle di una parola pre-esistente.

## Esempi

### False etimologie
Sovente gli acronimi inversi vengono creati per dare spiegazione a sigle la cui etimologia non è immediatamente chiara, e sono quindi esempi di paretimologia. Esempi di questi sono: IHS, falsamente interpretato come "Iesus Hominum Salvator", mentre si tratta dell'abbreviazione del nome di Gesù scritto in greco: IHΣ[OYΣ]); SOS, segnale in alfabeto Morse di tre punti, tre linee, tre punti, che fu erroneamente associato a frasi come "Save Our Souls" o "Save our Ship"; e spa, interpretato talora come sigla di "salus per aquam", ma in realtà derivante dal nome della città termale di Spa in Belgio. In alcuni casi la nuova frase può diventare ampiamente accettata e affiancarsi o sostituirsi al significato originale del termine. Ad esempio, Grande Raccordo Anulare è la reinterpretazione del cognome dell'ingegnere Eugenio Gra che ne fu il progettista.

### Uso educativo
Gli acronimi inversi hanno la funzione di agevolare la memorizzazione di una sequenza di dati.
Uno dei casi più famosi è il "Ma con gran pena le recano giù" usato per memorizzare l'ordine delle Alpi: Marittime, Cozie, Graie, Pennine, Lepontine, Retiche, Carniche, Noriche, Giulie.
Abbiamo poi PECCETTUM, fantasiosa parola latina che serve a ricordare il nome delle nove Muse (Polimnia, Erato, Clio, Calliope, Euterpe, Talia, Tersicore, Urania, Melpomene).
Ro.Cor.Cor., Col.Tes.Tes, Gal.Ef.Fi, Fil.Eb, Tim.Tim.Tito sono degli acronimi che servono a memorizzare le lettere di Paolo di Tarso (Romani, Corinzi, Corinzi; Colossesi, Tessalonicesi, Tessalonicesi; Galati, Efesini, Filippesi; Filemone, Ebrei; Timoteo, Timoteo, Tito).
Ro.Go.Pa.G. è un film del 1963 il cui titolo è composto dalle iniziali dei quattro registi che ne diressero le quattro parti.

### Uso umoristico
In alcuni casi l'acronimo inverso viene usato a fini umoristici o satirici, rielaborando acronimi esistenti o ipotizzandone di nuovi, come per esempio:
- IBM (International Businness Machine) - Inferior But Marketable (in inglese: Scadente Ma Vendibile)[3]
- FMI - Fellation Mal Introduite (in francese: Fellazione Mal Introdotta), Femme de Ménage Incluse (in francese: Donna delle pulizie inclusa), entrambi nati nel 2011 dopo lo scandalo sessuale di Dominique Strauss-Kahn[4]
- Faema - Faites Attention, Eddy Merckx Arrive (in francese: Fate attenzione, arriva Eddy Merckx), usato durante le vittorie di Eddy Merckx negli anni '60[5]
- SPQR - Sono Pazzi Questi Romani (presente nell'edizione italiana dei fumetti di Asterix), Solo Preti Qui Regnano (da un sonetto di Giuseppe Gioachino Belli)
- ATAC - Associazione Teologica Amici Cristo (Carlo Verdone nel film Acqua e Sapone[6])
- NSDAP - Nous Sommes des Allemands Provisoires (in francese: Noi Siamo Dei Tedeschi Provvisori), usato nell'Alsazia occupata dai nazisti nel 1941[7].
- SGAE - Siempre Ganamos Algunos Euros[8] (spagnolo: Siempre Guadagnamo Alcuni Euro, usato come parte di un Google bombing contro la SGAE dovuto alle accuse di quest'ultima di riscuotere un canone digitale (o canone per la copia "per uso privato del copista") su opere musicali e audiovisive.).

### Uso politico
Nel Risorgimento era frequente vedere sui muri di Milano o Venezia la scritta Viva VERDI. Se da un lato era un chiaro omaggio al grande maestro, dall'altro era una campagna a favore di Vittorio Emanuele, potendosi VERDI interpretare come Vittorio Emanuele Re D'Italia.